# Trevor Parekh
Trevor Parekh es un deportista canadiense que compite en vela en la clase Soling. Ganó una medalla de bronce en el Campeonato Europeo de Soling de 2024.

## Palmarés internacional
| Campeonato Europeo | Campeonato Europeo | Campeonato Europeo | Campeonato Europeo |
| Año                | Lugar              | Medalla            | Clase              |
| ------------------ | ------------------ | ------------------ | ------------------ |
| 2024               | La Baule (Francia) | Medalla de bronce  | Soling             |

1. ↑  En algunas ediciones del Campeonato Europeo se permitió la participación de regatistas de otros continentes.